# Железничка станица Самари
Железничка станица Самари је једна од железничких станица на прузи Београд—Бар. Налази се насељу Дреновци у општини Косјерић. Пруга се наставља у једном смеру ка Ражани и у другом према Латри. Железничка станица Самари састоји се из 3 колосека.

## Повезивање линија
- Пруга Београд—Бар